# Контейнер для сміття

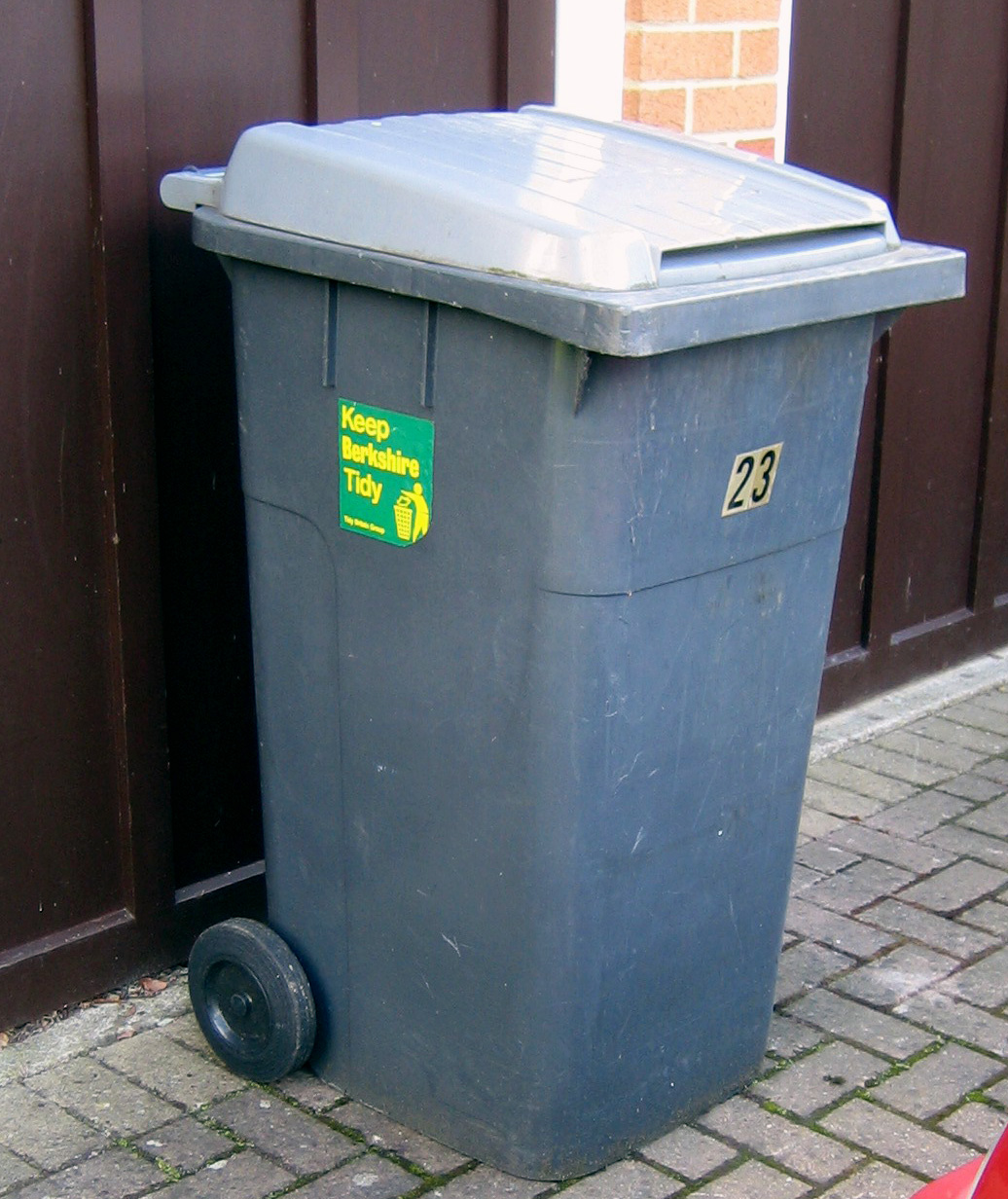

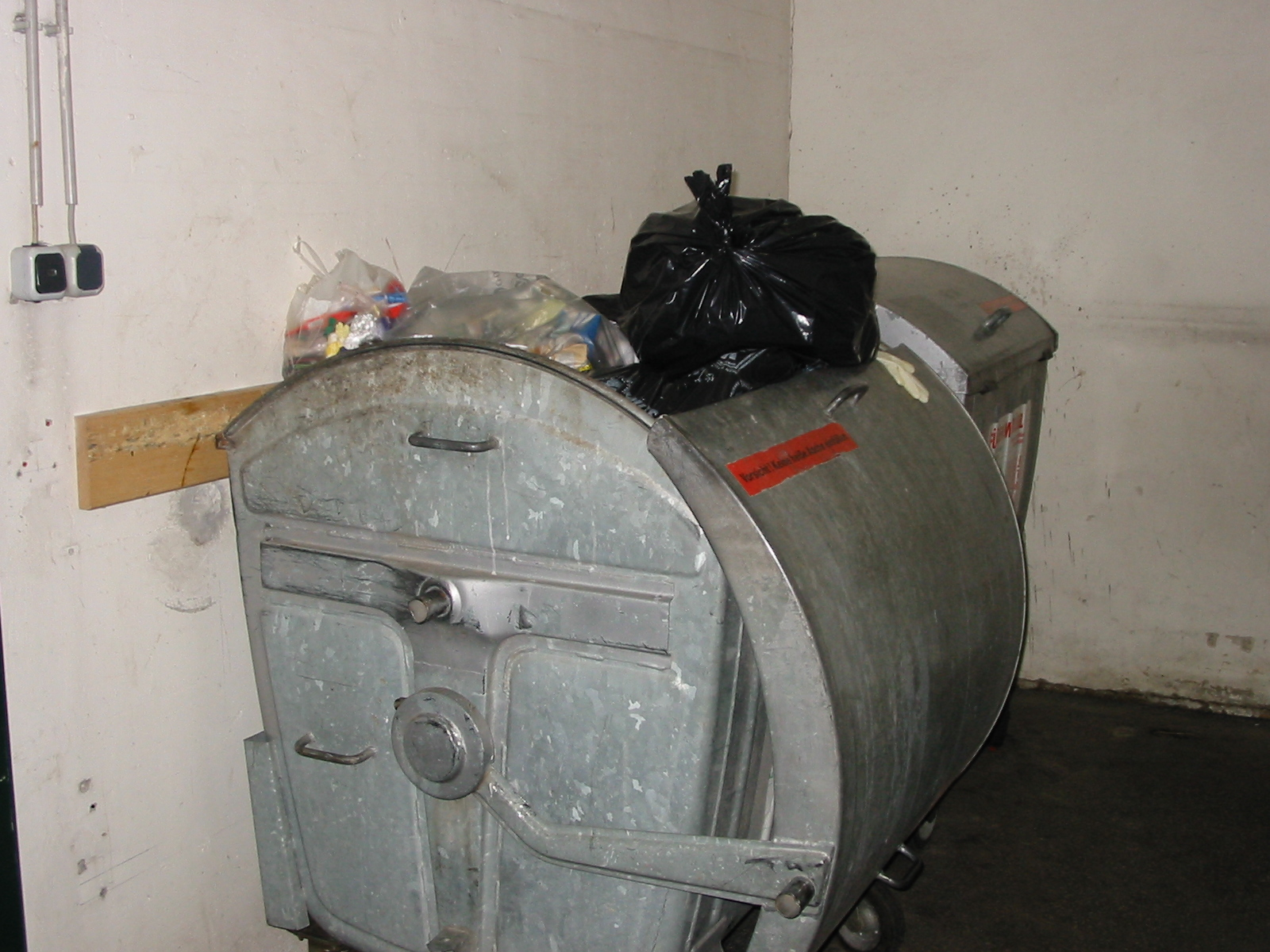

Конте́йнер для сміття́, розм. альфатер — спеціалізований контейнер, що служить для збору побутових або будівельних відходів. Виготовляється переважно з пластику та металу.
Контейнери поміщають на контейнерних майданчиках.

## Види сміттєвих контейнерів
Контейнери умовно можна розділити на декілька категорій:
Пластикові сміттєві баки — контейнери об'ємом від 110 до 1200 літрів (вага від 9 кг). Використовуються для збору невеликої кількості відходів, у житлових будинках, офісних будівлях, освітніх і лікувальних установах.
Металеві сміттєві баки — контейнери об'ємом від 0.75 кубічних метрів (вага від 85 кг). Використовуються для збору невеликої кількості відходів. Є найпоширенішими в СНД.
Металеві сміттєві контейнери для збору великого об'єму ТПВ — контейнери від 6 до 14 метрів кубічних (вага від 950 кг). Використовуються для накопичувального збору сміття та централізованого вивезення вантажними машинами. Сфера застосування є досить широка — житлові масиви, будівництво, дачні кооперативи. Контейнери вивозяться сміттєвозами, оснащеними спеціальними маніпуляторами для їх захоплення.
Транспортні контейнери для сміття — контейнери для збору і транспортування відходів об'ємом від 20 до 40 куб.м. (вага від 2250 кг) для перевезення важкого будівельного сміття і металобрухту, для твердих побутових відходів і крупно-габаритного сміття.
Прес-контейнери — контейнери забезпечені спеціальним пресувачем. Застосовуються в супермаркетах, мережевих магазинах — для зменшення обсягу сміття, що викидається — паперу, картону, коробок.
Контейнери заглибленого типу — новий вид контейнерів для сміття, що дозволяє істотно заощадити площу для розміщення контейнера, 2/3 контейнера заглиблені. Зовні контейнер виглядає естетично і не займає багато місця.

## Кольори сміттєвих баків в Європі
| Колір | Колір      | Тип сміття                          |
| ----- | ---------- | ----------------------------------- |
|       | Зелений    | Скло (пляшки)                       |
|       | Синій      | Газети, рукописи та інша макулатура |
|       | Жовтий     | Бляшанки від напоїв та їжі          |
|       | Чорний     | Органічні відходи, харчові відходи  |
|       | Коричневий | Небезпечне сміття (батарейки)       |
|       | Червоний   | Пластик                             |